# Time Under Tension
Il Time Under Tension (TUT) o Total Time Under Tension (TTUT), tradotto in italiano come Tempo sotto tensione o Tempo sotto tensione totale, indica, all'interno delle discipline che prevedono l'esercizio coi pesi, come body building, fitness, weightlifting o powerlifting, il tempo sotto tensione a cui è sottoposto il muscolo in attività durante la durata della serie. In altre parole rappresenta il tempo di attività del muscolo e di durata dello sforzo dall'inizio alla fine durante una serie intervallata prevista in un programma di allenamento coi pesi. Questo parametro serve a comprendere, tra i vari fattori, i principali substrati utilizzati durante lo sforzo, la risposta ormonale, i tempi di recupero tra le serie, e gli adattamenti fisiologici del muscolo scheletrico che produce uno specifico stimolo di allenamento. In tempi recenti, tale metodo di misurazione, introdotto negli anni novanta dal celebre allenatore Charles Poliquin, è stato riconosciuto e applicato anche all'interno del mondo scientifico.

## Fondamenti
Molti esperti sostengono che per fare in modo che si verifichi un adattamento e una supercompensazione a livello muscolare debba essere esercitato uno sforzo con sovraccarichi maggiore di quello che si esegue abitualmente. In un programma che prevede un costante sovraccarico, i sistemi fisiologici continuano ad adattarsi allo stress imposto dell'esercizio. Anche per questo motivo si ritiene che gli atleti esperti abbiano maggiore necessità di allenarsi ad intensità maggiori (80% 1RM) rispetto ai neofiti (60% 1RM) per massimizzare i guadagni di forza e ipertrofia. Ciò significa che deve essere provocata una certa quantità di stress in modo che il sistema fisiologico si adatti per migliorare. Ad ogni modo, secondo teorie di allenamento più elaborate, effettuare solo incrementi del carico tralasciando l'alterazione di altre variabili risulta limitativo, poiché non è solo questo a dover essere manipolato, ma anche il Time Under Tension e la relativa velocità delle fasi del movimento. In questi termini, alcuni cicli potrebbero prevedere un protocollo ad intensità e carico inferiore ma con un maggiore tempo sotto tensione per portare nuovi adattamenti, ed ulteriori sviluppi di forza e ipertrofia, pur non applicando necessariamente e completamente il concetto di un cronico e progressivo incremento dei soli carichi. Il principio del sovraccarico progressivo infatti prevede che non siano solo o necessariamente i carichi ad essere progressivamente aumentati nel tempo, ma anche altre variabili come il Time Under Tension, la quale variazione può essere determinata dall'alterazione delle sole ripetizioni, dall'alterazione della velocità del movimento durante le stesse (speed of movement), oppure dall'applicazione di tecniche speciali che ne impongono un aumento.

### Range di ripetizioni
Nelle attività fisiche con i pesi (Resistance training), esistono degli standard comuni che riconoscono nel numero di ripetizioni eseguito durante le serie un obiettivo specifico:
- tra 1 e 8 ripetizioni massime (80-100% 1-RM[14]) si stimola un maggiore sviluppo della forza massimale;
- tra le 8 e le 15 ripetizioni massime (65-80% 1-RM[14]) si stimola principalmente lo sviluppo dell’ipertrofia muscolare;
- più di 15 ripetizioni (<65% 1-RM[14]) migliorano essenzialmente le capacità di resistenza muscolare;

Tuttavia il numero di ripetizioni non è l'unico aspetto da considerare per ottenere un certo tipo di stimolo muscolare, ma si presenta solo come uno dei diversi parametri di riferimento per sviluppare il miglioramento di particolari capacità. Gli specifici range di ripetizioni menzionati precedentemente sono spesso utilizzati per dare un riferimento sul tipo di sovraccarico indicativamente più adatto ad un certo tipo di stimolo, come più comunemente avviene per lo sviluppo della forza, dell'ipertrofia muscolare o dell'endurance muscolare. Tale metodica però si rivela incompleta per tentare di ottenere determinati risultati. È necessario tener conto non solo del range di ripetizioni, ma dare importanza anche al tempo di esecuzione del movimento durante una serie, un concetto riconosciuto come tempo sotto tensione del muscolo scheletrico in attività, più comunemente noto come Time Under Tension o TUT. Il TUT è il tempo totale in cui il muscolo viene posto sotto stress (tensione) durante qualsiasi movimento, ed implica il principio fisiologico secondo cui i muscoli devono essere tenuti sotto tensione per un certo periodo di tempo per stimolare, ad esempio, guadagni di forza e ipertrofia.
Quindi seguire il solo range di ripetizioni relative, come ad esempio quelle adatte per l'ipertrofia, non dice effettivamente abbastanza sul tipo di stimolo che si sta ricercando. Ciò avviene perché questo stimolo non è dipendente solo dal range di ripetizioni e dall'intensità, ma anche dal tempo di attività, un dato che, assieme all'intensità relativa (% 1RM), lascia intendere il sistema energetico prevalente ed i relativi substrati impiegati. Infatti un definito numero di ripetizioni massima o RM (ad esempio 10), può essere portato a termine entro 15 secondi (il tempo di azione del sistema anaerobico alattacido e dei fosfageni) per stimolare lo sviluppo principale della forza o della potenza, in 30 secondi (il tempo di azione del sistema anaerobico lattacido e del glicogeno) per sviluppare principalmente l'ipertrofia, o in 70 secondi (il tempo di azione del sistema lattacido e del sistema aerobico glicolitico), per sviluppare l’endurance muscolare. Ovviamente se questo numero di ripetizioni massime viene compiuto entro tempi molto brevi, sarà possibile utilizzare molto più carico, mentre con TUT molto prolungati, il carico dovrà subire un decremento a causa della lunga durata dello sforzo. Quindi, anche a parità di ripetizioni massime (RM), si può indurre uno stimolo molto diverso in base a svariati fattori, come può essere l'intensità del carico (%1-RM) o la rapidità del movimento. Questo va naturalmente ad incidere anche sul tipo di fibra reclutata, poiché l'esecuzione di una serie con TUT molto brevi (10-15 sec) ed un'intensità molto alta (85-90% 1RM) determinerà il massimo reclutamento delle fibre IIb (bianche o rapide) con l'intervento sinergico delle fibre IIa e I, mentre intensità inferiori determinano un inferiore reclutamento delle fibre IIb. Solitamente si indicano serie mediamente da 10 ripetizioni (10 RM) per stimolare l'ipertrofia, ed uno dei motivi può essere spiegato dal fatto che questo range di ripetizioni è sufficientemente basso per permettere ai muscoli di sollevare carichi adeguatamente pesanti, e un numero sufficiente di ripetizioni per permettere al muscolo di sopportare un TUT abbastanza lungo con carichi pesanti. Ma ancora bisogna tenere conto che se queste 10 ripetizioni vengono completate in TUT molto brevi, come possono essere 15 secondi, non si crea una grande tensione muscolare ed un ottimale innesco di tutti quei processi fisiologici che vengono ritenuti più adeguati per creare ipertrofia muscolare. Il range di ripetizioni relative ad un determinato stimolo, sono state sviluppate perché in linea teorica dovrebbero corrispondere ad un determinato tempo sotto tensione. Ma come si può ben capire, lo stesso numero di ripetizioni può essere compiuto in tempi molto diversi, inducendo stimoli completamente diversi sul muscolo scheletrico.

### TUT e metodi diresistance training
Chiariti i parametri di allenamento quali il range di ripetizioni, il tempo sotto tensione, la velocità del movimento, i sistemi energetici, ed il conseguente diverso reclutamento di diverse fibre muscolari, è possibile dare risposta ad alcuni quesiti sulle impostazioni standardizzate dei comuni metodi di allenamento con i pesi, correlati con lo sviluppo di una particolare qualità muscolare. In linea generale esistono tre tipi di resistance training, e tutti prevedono TUT anche molto diversi tra loro in base alla modalità di esecuzione, al numero di ripetizioni, allo stimolo di adattamento, e all'intensità del carico utilizzato.
- Allenamento per la forza massimale (alta intensità, TUT basso), si riferisce ad un allenamento dove viene ricercato prevalentemente lo sviluppo della forza, viene eseguito in generale con i bilancieri, e con movimenti rapidi ed esplosivi. Questo metodo di allenamento prevede carichi che partono dal 80% fino al 100% del 1 RM, all'incirca da 1 a 8 ripetizioni massime[1]. In generale il TUT previsto da questo tipo di stimolo, che sfrutta il meccanismo anaerobico alattacido o dei fosfati, dura circa fino a 20 secondi. Sebbene sia indicato per migliorare le capacità di generare forza massimale, questo metodo, ad intensità submassimali, viene giudicato comunque molto efficace anche per produrre ipertrofia[18].
- Allenamento per l'ipertrofia (moderata intensità, TUT moderato), si riferisce ad un allenamento dove viene ricercato in prevalenza lo sviluppo del volume muscolare. Questo metodo prevede una maggiore variabilità, e può essere eseguito con bilancieri, manubri, macchinari e cavi, con movimenti rapidi ed esplosivi o lenti e controllati, diversi carichi di lavoro, diversi tempi di recupero, e TUT maggiormente ampi. I carichi tipici adottati in questo metodo di allenamento spaziano dal 65 al 80% di 1 RM circa, cioè circa dalle 8 alle 15 ripetizioni massime[1], e sono dipendenti dai tempi di recupero, dai gruppi muscolari allenati, dalla velocità del movimento e dal TUT. Il TUT previsto da questo tipo di stimolo, in cui interviene il meccanismo anaerobico lattacido, trova una durata più ampia che spazia normalmente tra i 20 e i 40 secondi. Un prolungamento del TUT oltre queste tempistiche a parità di ripetizioni massime (RM) determinerà di conseguenza una riduzione del carico, e quindi dell'intensità (% 1-RM)[15].
- Allenamento di endurance muscolare (bassa intensità, TUT elevato), da non confondere con il vero e proprio allenamento aerobico di endurance durante il quale il sistema energetico prevalente è appunto quello aerobico, viene anch'esso rivolto ad un tipo di allenamento con sovraccarichi dove la principale finalità è quella di sviluppare la resistenza alla fatica, e dove la forza può essere mantenuta oltre un certo TUT, una qualità denominata anche come forza resistente. Anche questo metodo di allenamento prevede una grande variabilità di attrezzi e tipi di movimenti, ma si distingue per intensità pari al 60-65% di 1-RM o inferiori, cioè da 15-20 o più ripetizioni massime (entro TUT definiti), pause piuttosto brevi, e TUT molto lunghi. Il TUT previsto in questo tipo di stimolo, in cui il meccanismo energetico prevalente rimane quello anaerobico lattacido (con un supporto più rilevante del sistema aerobico glicolitico), ha una durata compresa a grandi linee tra i 40-50 secondi e i 3-5 minuti circa. Nell'esercizio di endurance muscolare il TUT è la variabile che più determina lo sviluppo della prestazione. Ricerche confermano che elevati TUT tipici di un allenamento di tale natura, promuovono comunque una certa ipertrofia delle miofibrille, e un aumento della densità mitocondriale[5].

### Velocità di movimento: metodi Ian King e Charles Poliquin
La velocità di movimento (speed of movement o speed of contraction) è un fattore che, assieme al range di ripetizioni, determina il Time Under Tension. La velocità del movimento determina un certo numero di fattori, inclusa la quantità di tensione sviluppata, l'impiego di energia meccanica, e il carico. In altri termini, più lento è il movimento, minore è il carico, ma maggiore è il lavoro muscolare (ipertrofia). Al contrario, più rapido è il movimento, maggiore è il potenziale di carico, ma il carico muscolare si riduce (relativamente) e l'energia meccanica viene aumentata (forza massimale). Se si vuole massimizzare il carico sollevato, si utilizza l'energia meccanica a proprio vantaggio. Se si intende invece aumentare il lavoro muscolare, si riduce l'energia meccanica mediante tecniche come il rallentamento della velocità di movimento.
Il tempo, la velocità, e le ripetizioni, possono essere manipolate a seconda degli obiettivi dell'allenamento. Può essere indicato cambiare il TUT circa ogni 3-4 settimane. Secondo King e Poliquin, cioè i professionisti che introdussero il concetto di Speed of movement, i muscoli guadagnano forza più rapidamente se si allenano a velocità variabili, piuttosto che mantenere nel tempo la stessa velocità di esecuzione. Anche se alcune ricerche hanno constatato che movimenti veloci portino a maggiori guadagni di ipertrofia e forza rispetto ai movimenti lenti, ulteriori evidenze scientifiche riconoscono l'efficacia della variabilità dello stimolo di allenamento, alternando fasi di alta intensità ad altre di bassa intensità (con una conseguente variazione del TUT), per ottimizzare le prestazioni. Altre ricerche attribuiscono al carico e alla velocità di contrazione delle ripetizioni (determinanti il TUT) un diverso stimolo neuromuscolare, promuovendone il calcolo per definirne il volume di lavoro in un programma di allenamento. Gentil et al. (2006), analizzando l'impatto di diversi metodi di allenamento coi pesi sul TUT e sulla produzione di acido lattico, riconoscono che eseguire 5 secondi di contrazione isometrica in estensione (la 2ª cifra della formula di Ian King), sia particolarmente efficace nel promuovere guadagni di forza e ipertrofia. Il TUT dovrebbe essere variato come qualsiasi altro parametro di allenamento per costringere il corpo a reagire ad un nuovo stimolo. Una regola generale è che tempi più rapidi e movimenti esplosivi vengono di solito utilizzati per allenamenti per la forza e potenza (sistema alattacido), mentre tempi più lenti e movimenti controllati vengono utilizzati per l'ipertrofia (sistema lattacido).

## Aspetti fisiologici

### TUT e sistemi energetici
Naturalmente l'organismo deve fare affidamento su dei meccanismi metabolici incaricati di produrre energia meccanica, e consentire quindi di eseguire l'esercizio. Il tipo di stimolo, che dipende dal rapporto tra il range di ripetizioni, la velocità di movimento, l'intensità, e il TUT totale, a livello intrinseco è in realtà dato diversi meccanismi fisiologici come l'attivazione di diversi sistemi energetici. L'intervento prevalente dei diversi sistemi energetici viene condizionato, tra i principali vari fattori, dal rapporto tra TUT e intensità dello sforzo, e quindi dal carico. La durata e l'intensità dell'esercizio determinano quale combustibile viene maggiormente utilizzato e quante e quali unità motorie vengono reclutate per completare il movimento. Esistono tre principali sistemi energetici che provvedono a fornire energia:
- il sistema anaerobico alattacido (o dei fosfageni), fornisce energia tramite l'mpiego dei fosfati muscolari quali ATP e creatinfosfato (CP) per attività molto intense (intensità 80/85-100% 1RM) della durata (TUT) da 1 a 20 secondi;[23][24]
- il sistema anaerobico lattacido (o anaerobico glicolitico), provvede a fornire energia principalmente mediante l'impiego di glicogeno muscolare, per attività mediamente intense (65-80% 1RM) della durata (TUT) di 20-60 secondi;[23][24]
- il sistema anaerobico lattacido assieme al sistema aerobico glicolitico, producono energia con l'impiego principale di glicogeno muscolare, per attività poco intense (<20% 1RM) della durata (TUT) tra 1 e 5-10 minuti;[23][24]

Anche l'intensità dell'esercizio determinerà l'attivazione di uno specifico sistema energetico, e può essere valutata in termini di numero totale di unità motorie reclutate, e di numero totale di ripetizioni a cedimento entro una precisa tempistica. I sistemi energetici possono servire a comprendere anche come la loro attivazione influisca sulla produzione ormonale. L'acido lattico è un sottoprodotto della glicolisi (sistema anaerobico lattacido). Studi hanno dimostrato che vi è un aumento della produzione dell'ormone della crescita (GH) con un numero maggiore di ripetizioni (10-12) e di serie, e tempi di recupero brevi. Ciò è principalmente legato ai crescenti livelli di lattato associati a questo tipo di allenamento. Per attivare il sistema anaerobico lattacido glicolitico, è necessario esercitare uno sforzo per una certa quantità di tempo e con una specifica intensità. Mentre sforzi brevi e molto intensi (sistema anaerobico alattacido) sono più correlati con una maggiore produzione di testosterone (T).
- 0-15 secondi: allenamento di potenza e forza massimale, e blanda ipertrofia (sistema anaerobico alattacido);
- 20-40 secondi: allenamento per ipertrofia e blanda forza massimale (sistema anaerobico lattacido);
- 40-60 secondi: allenamento per ipertrofia e forza resistente (sistema anaerobico lattacido);
- >60 secondi: allenamento per la forza resistente e durata, e blanda ipertrofia (sistema anaerobico lattacido/aerobico glicolitico);

Si è venuta a creare una certa confusione circa il TUT, in quanto alcuni hanno dedotto che per massimizzare la crescita muscolare, il TUT di ogni serie dovrebbe durare per forza per lunghi periodi, come tra i 40 e i 70 secondi, e muoversi quindi all'interno dei tempi di attivazione e prevalenza del sistema anaerobico lattacido. Ciò nonostante, si nota che alcune tipologie di atleti dalle masse muscolari più sviluppate al mondo, cioè i powerlifter olimpici, si allenano con basse ripetizioni e TUT molto bassi, che potrebbero aggirarsi attorno ai 10-12 secondi. Questi metodi di allenamento sono tipicamente anaerobico alattacidi, e non prevedono affatto TUT lunghi. Inoltre si nota che il TUT caratteristico dello sforzo a moderata intensità tipico del bodybuilding (65-80% 1-RM) si aggira tra i 20 e i 30 secondi se viene mantenuto un andamento (speed of movement) standard. Ancora si conclude che sia utile e necessario ciclizzare il TUT, in modo da utilizzare diversi substrati e imporre un'attivazione prevalente di diversi sistemi energetici per poter migliorare le prestazioni muscolari, in particolar modo l'ipertrofia.

### TUT e reclutamento delle fibre muscolari
Per provocare degli adattamenti fisiologici con l'allenamento coi pesi, è necessaria una quantità sufficiente di tensione muscolare. Questo tipo di esercizio consiste anche nell'allenare il sistema nervoso a reclutare le unità motorie. Un'unità motoria comprende un neurone motorio con tutte le fibre muscolari che innerva. Il principio della dimensione (size principle), indica che le unità motorie sono per la maggior parte reclutate in ordine di dimensioni crescenti dalle più piccole (tipo 1) alle più grandi (tipo 2b), poiché la dimensione (diametro) del gruppo di unità motorie è direttamente correlato alla sua capacità di produrre forza. Una richiesta più leggera forza (e di intensità) verso il muscolo porrà l'accento sull'attivazione delle fibre di tipo I a contrazione lenta. Come la forza richiesta ai muscoli aumenta, le fibre intermedie di tipo IIa sono attivate con l'aiuto delle fibre di tipo I. Con richieste di forza muscolare più impegnative, intervengono le più potenti (e più grandi) fibre di tipo IIb, col supporto delle fibre di tipo I e di tipo IIa.
Esistono 2 categorie principali di fibre muscolari, di tipo I e tipo II:
- le fibre di tipo I sono indicate come fibre a contrazione lenta o rosse. Queste fibre si contraggono lentamente e si affaticano più difficilmente[32]. Queste sono le fibre utilizzate principalmente durante il sollevamento di carichi leggeri e sforzi prolungati;
- le fibre di tipo II sono indicate come a contrazione rapida o bianche. Queste su contraggono molto rapidamente ma si affaticano anche molto rapidamente, e sono impiegate per sforzi rapidi, brevi, e ad intensità maggiori;

Le fibre a contrazione rapida possono essere suddivise nei tipi IIa e IIb:
- le fibre di tipo IIa si affaticano moderatamente e hanno proprietà ibride sia delle fibre di tipo I e che di quelle di tipo IIb;
- le fibre di tipo IIb si affaticano facilmente e vengono reclutate per sforzi brevi e molto intensi, quali il sollevamento di pesi elevati, lo sprint o il salto[32];

Non a caso, i weight lifter (sollevamento pesi), e i power lifter (sollevamento di potenza), cioè atleti che eseguono la loro performance mediante il sistema alattacido (o dei fosfati), intensità più elevate (>90% 1RM), e TUT ridotti (normalmente meno di 20 secondi), mostrano una maggiore ipertrofia della fibra di tipo 2 (rapida), mentre i body builder (culturismo) sembrano mostrare un'ipertrofia sia nelle fibre di tipo 2, che di tipo 1, probabilmente anche per via dell'esecuzione ad intensità e TUT più ampi e variabili.
Le fibre di tipo 1 vengono reclutate da 0 a circa il 60% 1-RM. Attorno al 20% 1-RM alcune fibre di tipo 2a vengono reclutate, ma il loro massimo reclutamento avviene a circa il 75-80% 1-RM. Le fibre di tipo 2b non iniziano ad essere reclutate fino a circa il 60-65% 1-RM, e continuano ad essere reclutate fino a circa l'85% 1-RM. Quindi il massimo reclutamento delle unità motorie si ottiene quando vengono coinvolte anche le fibre di tipo IIb, che intervengono per ultime, a partire da carichi moderati fino a carichi molto elevati. Le fibre di tipo IIb sono più ipertrofizzabili di circa il 50% rispetto alle fibre di tipo 1, tuttavia il loro massimo reclutamento avviene con un carico relativo a circa 85% di 1-RM (cioè 4-5 RM), un'intensità necessaria per reclutare il maggior numero di unità motorie, nonché sviluppare maggiori guadagni della forza, e questo viene permesso da un tipo protocollo di allenamento con un tale numero di serie e ripetizioni. Ma a questo metodo è correlato con un TUT piuttosto breve, i quali tempi di attività sono caratteristici del sistema anaerobico alattacido o dei fosfati. La fibra di tipo 2b (fibra bianca), viene meno coinvolta ad intensità inferiori, ma questa intensità non porta ad un'ipertrofia significativa della fibra di tipo 1 (rossa). La questione del reclutamento massimo delle unità motorie in relazione al carico (intensità) trova delle evidenti correlazioni col TUT, in quanto l'intensità (%-1RM) risulta inversamente proporzionale al TUT. Di conseguenza, TUT più brevi in relazione a ripetizioni alla massima fatica (RM) sono connessi con un maggiore reclutamento delle unità motorie fino al 85% 1-RM. Ma TUT di maggiore durata (connessi solitamente ma non necessariamente con maggiori ripetizioni) portano ad un intervento più significativo delle fibre di tipo 1 e di tipo 2a, incidendo su un'ipertrofia selettiva delle stesse.
Talvolta la letteratura scientifica riconosce che intensità di carico più elevate siano adatte e necessarie per gli atleti avanzati, e che tali intensità possano corrispondere al 85-90% di 1RM. Anche in questo caso ne può derivare che, per stimolare in maniera quasi selettiva i diversi tipi di fibre ed ulteriori guadagni di volume e forza, può essere suggeribile eseguire delle variazioni cicliche del TUT collegate alla diversa velocità di movimento, diverso range di ripetizioni, diverso carico, e diversa intensità relativa.

### TUT e affaticamento metabolico
Il TUT, e quindi la durata temporale della serie, incide sulle cause dell'affaticamento muscolare metabolico indotto dall'esercizio. Durante serie dal TUT breve, tipico del metabolismo anaerobico alattacido (inferiore a 20 secondi), la principale causa della fatica è la deplezione di fosfocreatina (CP). Sebbene l'ATP non scenda mai al di sotto del 20% rispetto ai valori basali anche durante uno sforzo all'esaurimento, la fosfocreatina può essere completamente depletata dopo 20 secondi di esercizio alla massima intensità. La fosfocreatina muscolare può essere risintetizzata fino al 96% entro tre minuti di recupero. L'acido lattico, molecola notoriamente in grado di produrre affaticamento metabolico, non viene prodotto e accumulato in maniera rilevante durante l'esercizio di breve durata inferiore ai 20 secondi, per tanto esso non è causa di fatica durante TUT brevi che sfruttano il metabolismo anaerobico alattacido o dei fosfati, come durante gli allenamenti di forza e potenza.
Con un prolungamento del TUT oltre i 20 secondi, tipico dei protocolli di ipertrofia classica e endurance muscolare, il metabolismo inizia a fare sempre più affidamento sul sistema anaerobico lattacido o glicolitico, impiegando glicogeno (le riserve di carboidrati immagazzinati) piuttosto che i fosfati muscolari per produrre ATP. In questo caso, TUT di maggiore durata, direttamente collegati ad un maggiore affidamento sul metabolismo anaerobico glicolitico, portano ad un affaticamento di altra natura rispetto a quello provocato da TUT brevi e sforzi alattacidi. La causa dell'affaticamento durante TUT più prolungati è in gran parte dovuta all'aumento dell'accumulo dei metaboliti che influiscono negativamente sull'espressione della forza. Durante l'esercizio con i pesi dal TUT di durata di 20-60 secondi, l'esatta causa dell'affaticamento in realtà non è completamente nota. Questo evento è probabilmente dovuto in gran parte all'accumulo di acido lattico, ioni idrogeno (H+) e altri metaboliti in sede intracellulare, i quali influenzano negativamente la produzione della forza. Tuttavia, alcuni studi hanno notato che i soggetti affetti dalla malattia di McArdle (l'incapacità di usare glicogeno come fonte energetica) mostrano comunque un affaticamento durante l'esercizio anaerobico lattacido senza un incremento dei livelli di acido lattico (molecola direttamente coinvolta nel metabolismo del glicogeno), suggerendo l'esistenza di altre cause dell'affaticamento indotto dallo sforzo anaerobico glicolitico. Ad ogni modo, l'aumento degli ioni idrogeno (H+) abbassa il pH ematico e muscolare, ed entrambi determinano un'inibizione della produzione di forza muscolare. Come si può notare, TUT di diversa durata portano anche ad un affaticamento di diversa entità.

### TUT e ormoni anabolici
Il TUT ha delle implicazioni significative nell'aumento di alcuni ormoni anabolici, in particolare del GH. La produzione di somatotropina (GH) è risultata proporzionale alla produzione di acido lattico, che è a sua volta proporzionale al TUT e al numero di ripetizioni. Si crede che il principale fattore che influenza la secrezione di GH sia l'accumulo di ioni idrogeno (H+) indotto dall'acidosi del lattato, la quale elevazione è appunto caratteristica del metabolismo anaerobico glicolitico o lattacido. Per massimizzare la produzione di GH mediante questi meccanismi, si suggerisce di tenere sotto controllo il TUT assieme agli altri parametri, come il numero di serie, l'intensità, e i tempi di recupero. Anche se la produzione di testosterone può essere più connessa con l'esercizio a maggiori intensità (così come era stato visto per il GH), anche questo ormone anabolico può essere influenzato dal TUT e da maggior ripetizioni. Queste considerazioni sul rapporto tra carico, TUT e risposta ormonale tuttavia trovano delle importanti limitazioni. Sebbene in passato sia stata spesso avanzata l'ipotesi che l'elevazione degli ormoni anabolici indotta dall'esercizio coi pesi abbia delle implicazioni nell'aumento dell'ipertrofia muscolare, questa teoria non è stata mai confermata direttamente, ma è anzi stata messa in discussione nonché smentita da alcuni lavori, in quanto molteplici evidenze scientifiche recenti dimostrano la mancata correlazione tra l'aumento degli ormoni anabolici (esaltato maggiormente da alcune strategie di allenamento specifiche come un TUT prolungato) e un aumento dell'ipertrofia muscolare, della forza muscolare o della sintesi proteica muscolare.

### L'applicazione del TUT e conclusioni
Il TUT può essere tenuto in considerazione nei casi in cui si ritenga importante il periodo di attività del muscolo, in modo da capire più precisamente quali siano i sistemi energetici in attività, gli obiettivi, ed i substrati specifici che vengono impiegati. È un sistema di misura che può determinare l'efficacia di una tecnica di allenamento o di un esercizio, solitamente nel promuovere la crescita muscolare. Alcuni suggeriscono che, nel contesto dell'ipertrofia muscolare, il TUT debba essere prolungato il più possibile per esaltare i processi di catabolismo muscolare con conseguenti maggiori capacità di adattamento e crescita. Altri dati scientifici al contrario riconoscono che maggiore è l'intensità (la percentuale di una ripetizione massima, 1 RM), maggiore è la velocità di degradazione delle proteine muscolari. Secondo questo principio, il miglior numero di ripetizioni per ottenere ipertrofia sarebbe una ripetizione massimale (100% 1RM). Ma in questo caso il totale tempo sotto tensione per ogni serie sarebbe effettivamente troppo basso per poter portare ad una significativa supercompensazione. È stato suggerito che il miglior compromesso tra il tasso di degradazione delle proteine muscolari (riconoscibile nel suo massimo su 1RM) e il tempo sotto tensione (TUT) del muscolo in attività, viene riconosciuto a circa 10 ripetizioni per serie, durante il quale può verificarsi una maggiore quantità complessiva di micro-traumi, e quindi una maggiore crescita. Ma anche questa volta si richiama l'attenzione sul fatto che 10 ripetizioni massime possono essere completate in tempi e con movimenti molto diversi, con carichi variabili, portando anche ad adattamenti diversi. Altri ricercatori trovano l'alta intensità, relativa al 80-95% di 1RM, come la più indicata per l'ipertrofia. In questo senso si può indicare che i risultati sull'ipertrofia non siano strettamente proporzionali ad una maggiore durata del TUT. Ma il TUT ha un rilevante impatto anche sul dispendio calorico e sul dimagrimento; è stato infatti recentemente dimostrato che, a parità di intensità di carico e ripetizioni, TUT più lunghi aumentano il dispendio energetico durante e dopo l'allenamento, incidendo quindi sul EPOC, cioè il dispendio energetico in eccesso post-allenamento. Chiaramente il tutto deve essere interpretato, poiché, come ribadito, questa constatazione è basata su prestazioni che prevedono la stessa percentuale di carico (% 1RM) e lo stesso numero di ripetizioni, ma è stato anche dimostrato che l'EPOC viene influenzato notevolmente dall'intensità più che dal volume (quest'ultimo parametro includerebbe indirettamente anche il TUT), e maggiori intensità implicano di conseguenza TUT mediamente più brevi.
Anche se esistono diverse opinioni sul miglior rapporto tra TUT e range di ripetizioni per stimolare l'ipertrofia, sia ricerche scientifiche, che il parere dei famosi pionieri del tempo come King e Poliquin, suggeriscono invece di applicare il semplice principio della periodizzazione, e quindi di variare il TUT, l'intensità, e quindi il carico e il range di ripetizioni, nel corso dei cicli, senza necessariamente mantenerli inalterati o più elevati possibile nel tempo, per ottenere i maggiori incrementi della forza e dell'ipertrofia. Per poter impostare un programma di allenamento mirato allo sviluppo di una certa qualità muscolare, il TUT può essere introdotto a supporto degli altri parametri.

## Altri parametri di allenamento
- Intensità
- Volume
- Densità
- Frequenza
- Speed of movement
- Tempo di recupero
- One-repetition maximum